# Bettolino (Mediglia)
Bettolino è un centro abitato d'Italia, frazione del comune di Mediglia.
I dati demografici al 10 luglio 2024 contano 2975 abitanti.

## Geografia fisica
Il centro abitato è sito a 101 m sul livello del mare.

## Storia
Originariamente detto Bettolino di Vaiano, i documenti più antichi che ne parlano sono quelli del 1558 dell'Estimo di Carlo V. La proprietà del borgo e dei terreni di Bettolino vede quindi succedersi diversi altri signori e signorotti tra cui nel 1691 il nobile Ippolito Bascapè, GiovanniBattista Quaini e poi Giacomo Antonio Roveda. Nel 1842 Giacomo Antonio Roveda è appunto quasi padrone del Bettolino; egli muore nel 1842 e di tutti i suoi beni (molto estesi in Pantigliate) diventa usufruttuaria la moglie Rosa Rovida e proprietario amministratore il nipote Felice Roveda, residente proprio al Bettolino. Questi fu assessore nel 1860 del Comune di Pantigliate, e trasformò il contratto di livello in proprietà piena e reale; sposatosi con Giovanna Vittadini, non ebbe figli. Dopo la morte sua e quella della consorte, il patrimonio famigliare passò ai nipoti: all'ingegnere Antonio Vittadini, già Consigliere Comunale di Mediglia e futuro Sindaco di Pantigliate, finirono le possessioni di Mombretto e del Bettolino; nel 1908 i figli ed eredi deliberarono di vendere i loro possedimenti che consistevano dell'intero Bettolino e delle terre adiacenti in Pantigliate e sopra il Comune di Mediglia. Il novello acquirente è un Duca Visconti ma è interdetto perché scemo: senza perifrasi, così recita un quaderno dell'Archivio parrocchiale di Pantigliate. Nel 1940 la popolazione del Bettolino cresce di circa 200 unità, dopo che il Cavalier Gaetano Dell'Acqua fa costruire il grosso palazzo al bivio per Pantigliate, tuttora esistente; nel 1956 l'Oratorio della frazione viene “rinnovato e allargato, con sacristia nuova e altare in marmo dal padrone del Bettolino il Commendator Gaetano Dell'Acqua con la consorte Signora Vittorina” (Chronicon di San Martino Olearo). Tra le chiesette minori di Mediglia, quella del Bettolino è l'unica che è sempre rimasta aperta al culto; oggigiorno fa parte della Parrocchia di Pantigliate.

## Società
A Bettolino hanno sede una scuola materna, una scuola primaria e una secondaria di primo grado.
Attorno alla vita del plesso scolastico è nato nel 2009, per iniziativa di alcuni genitori del quartiere,  il Comitato Genitori Bettolino che è ufficialmente riconosciuto come organo scolastico e "che si propone di collaborare con la scuola, discutere le problematiche, proporre eventuali soluzioni e contribuire ad attivare il sistema di informazione tra rappresentanti, genitori e Consiglio di Istituto".
La tipologia della recente urbanizzazione ha avuto come conseguenza l'aggregazione a Bettolino di una popolazione formata in maggioranza da famiglie di nuova costituzione e al comporsi di una comunità piuttosto attiva. Oltre al sopra citato Comitato Genitori, a Bettolino dal 2010 è attiva una associazione civica denominata "Il Melograno". Questa associazione "si propone di promuovere e sostenere la partecipazione dei cittadini alla formazione del benessere della comunità locale intesa come unione di persone e alla salvaguardia e valorizzazione del territorio". Il Melograno organizza momenti di aggregazione sociale e dal 2011 si occupa di organizzare il carnevale Ambrosiano. A questa manifestazione collaborano il comune e i commercianti della frazione. Vengono invitati artisti di strada che attirano l'attenzione dei partecipanti. A Bettolino è inoltre attivo un gruppo social di quartiere, sul quale i cittadini si scambiano informazioni e danno vita a dibattiti su temi locali.
A richiesta dei cittadini è stata costruita di una palestra scolastica.  Esiste inoltre un'associazione chiamata "il Fiore di Loto", nata per la promozione della disciplina dello yoga e dei massaggi orientali.
A Bettolino è presente un piccolo centro commerciale con una viva comunità di negozianti, e ha sede l'azienda Maimeri, famosa in tutto il mondo come leader nella produzione di articoli per le Belle Arti.